# Theisz Gyula
Theisz Gyula (Szepesolaszi, 1855. augusztus 13. – Pestszentlőrinc, 1939. április 10.) bölcseleti doktor, főreáliskolai tanár, irodalomtörténész, műfordító.

## Élete
Theisz Dániel és Béler Philippine fia. Középiskoláit az eperjesi kollégiumban kezdte és az iglói főgimnáziumban végezte 1875-ben. Szegény szülők gyermeke lévén és atyját 1868-ban elvesztvén, egész tanulmányi ideje alatt a megélhetésért küzdött. 1875-ben 300 forint kölcsönpénzzel külföldre ment s egy szemesztert a strassburgi, egyet meg a párizsi egyetemen töltött. 1876. október 10-én tért vissza és tanulmányait a budapesti egyetemen végezve, 1878 májusában tanári alapvizsgálatot tett. Ekkor Gyulai Pál ajánlatára nevelőnek ment, de augusztusban Pákh Károly iglói főgimnázium igazgatójának, volt tanárának felszólítására Iglón gimnáziumi segédtanár lett. Az 1878-79. tanévet Iglón töltötte és a tanári vizsgálatot is letette Budapesten a francia nyelv és irodalomból, mint melléktárgyakból pedig a történelemből és földrajztudományból. 1879-től a lőcsei állami főreáliskolánál mint a francia nyelv tanára működött. 1890 szeptemberétől a budapesti V. kerületi főreáliskola tanára volt. A Pallas nagy lexikonába történeti cikkeket írt.
Fordított franciából magyarra és írt Észrevételeket a franczia nyelv tanítás reformjához (1888.), a Magyar Paedagogiába (1892. Az idegen nyelv tanításának módszeréről.).

## Munkái
- Franczia nyelvkönyv. Olvasókönyv. Gyakorlókönyv. Nyelvtan. A reáliskolák III. és IV. oszt. számára. Bpest, 1881., 1885. Két kötet.
- Petite histoire de la litterature française. Lőcse, Leipzig, 1882 (2. kiadás 1883.).
- Rendszeres franczia nyelvtan, a reáliskolák felsőbb osztályai számára és magánhasználatra. Bpest, 1884.
- Racine ifjusága. Uo. 1889.
- Kis franczia nyelvtan. Bpest, 1897.
- Petite Grammaire française. Uo. 1897. (2. kiadás 1903., 1904. 3. kiadás 1908. Uo.).
- Franczia nyelvtan haladottak számára. Uo. 1894. és 1899. (Francia címmel is).
- Lessing, Minna von Barnhelm. Uo. 1900. (Német Könyvtár 4.).
- Franczia olvasó- és gyakorlókönyv. I. rész. A reáliskolák III. oszt. számára. Uo. 1900. (A franczia elemi nyelvtanfolyamok 3. kiadása.). A III. és IV. oszt. számára. 4. teljesen átdolgozott kiadása 7 képpel. Uo. 1900.
- A franczia nyelv középső tanfolyama. Olvasókönyv. Gyakorlókönyv. Szókönyvecske. A leányiskolák III. és IV. oszt. számára. Uo. 1900. (A III. oszt. számára. 4. kiadás 14 képpel és 1 térképpel. Uo. 1904. Fr. c. is. 2. kiadás. Uo. 1904. és 1907.).
- A franczia nyelv elemi tanfolyama. Olvasókönyv. Gyakorlókönyv. Nyelvtani táblázatok. Szókönyvecske. Fonetikus szövegek. A leányiskolák II. oszt. számára. 3. kiadás. Uo. 1901. (Franczia cz. is. 2. kiadás. 1897. és 1899., 3. k. 1901., 4. k. 1904., 5. k. 1906., 6. k. 1907., 7. k. 1908.).
- Franczia olvasó- és gyakorlókönyv III. része a XVII., XVIII. és XIX. század képes irodalomtörténete szemelvényekkel. A reáliskolák számára. Uo. 1901.
- A franczia nyelv felső tanfolyama. Szemelvények a XVII., XVIII. és XIX. század nagy iróiból, irodalomtörténeti magyarázatokkal és 27 arczképpel. Uo. 1901. (2. k. 1907.).
- Franczia-magyar és magyar-franczia szótár I. kötet. Uo. (1902. Matskássy Józseffel. Fr. címmel is).
- Schiller, Wilhelm Tell. Uo. 1903. (Német Könyvtár 10.).
- Franczia olvasó- és gyakorlókönyv. Második rész. A reáliskolák IV., V. és VI. osztálya számára. 2. kiadás. Uo. 1904.
- A német nyelviskola. I. rész. Kezdők számára. A gymnasiumok és polgári fiúiskolák III. és IV., a reáliskolák, felsőbb leányiskolák I. és II. oszt. számára. Uo. 1906. Hat képpel.
- Német nyelviskola, (Deutsche Sprachlehre.) Haladók számára. Uo. 1908.